# Gobihadros mongoliensis
Gobihadros mongoliensis es la única especie conocida del género extinto Gobihadros es un género de dinosaurio ornitópodo hadrosauroide , que vivió a mediados del período Cretácico, hace aproximadamente entre 100,5 y 83,6 millones de años, desde el Cenomaniense al Santoniense, en lo que es hoy Asia.

## Descripción
Gobihadros era un hadrosauroide relativamente pequeño. El espécimen MPC-D100/763 tenía una longitud corporal de unos 3 metros, pero aún no estaba completamente desarrollado.

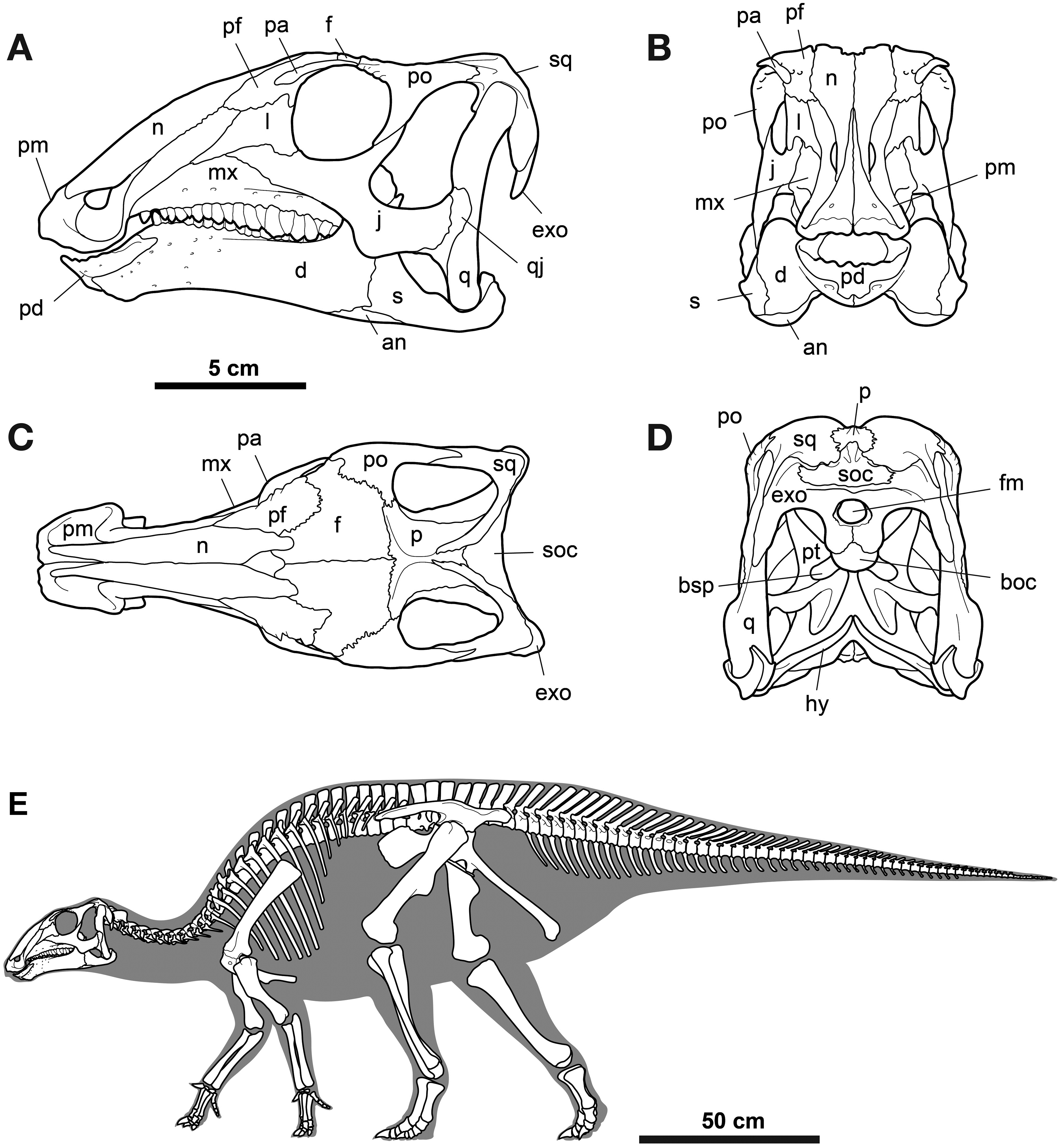
Reconstrucciones esqueléticas

Los autores de su descripción indicaron algunos rasgos distintivos. Gobihadros difiere de todos los otros hadrosauroides no hadrosáuridos conocidos en la posesión de un borde tomial de doble capa del premaxilar y la presencia de hasta tres dientes por posición de diente en la mandíbula inferior. Estos son rasgos típicos de los hadrosáuridos y se concluyó que fueron adquiridos por separado por los Hadrosauridae en un proceso de evolución paralela. Gobihadros se diferencia de Bactrosaurus johnsoni, Probactrosaurus gobiensis, Eolambia caroljonesa, Claosaurus agilis y Tethyshadros insularis por un perfil superior ondulante del ilion y una cresta supraacetabular que se proyecta más lateralmente. Gobihadros se diferencia de T. insularis, Plesiohadros djadokhtaensis y Hadrosauridae en poseer una garra cónica del primer dedo.

## Descubrimiento e investigación
Entre 1993 y 2004, el Centro Paleontológico de Mongolia y el Museo de Ciencias Naturales de Hayashibara de Japón realizaron excavaciones en Bayshin Tsav. Se descubrió material de un hadrosauroide basal nuevo para la ciencia. Tsogtbaatar trató a esta especie en su disertación de 2008.

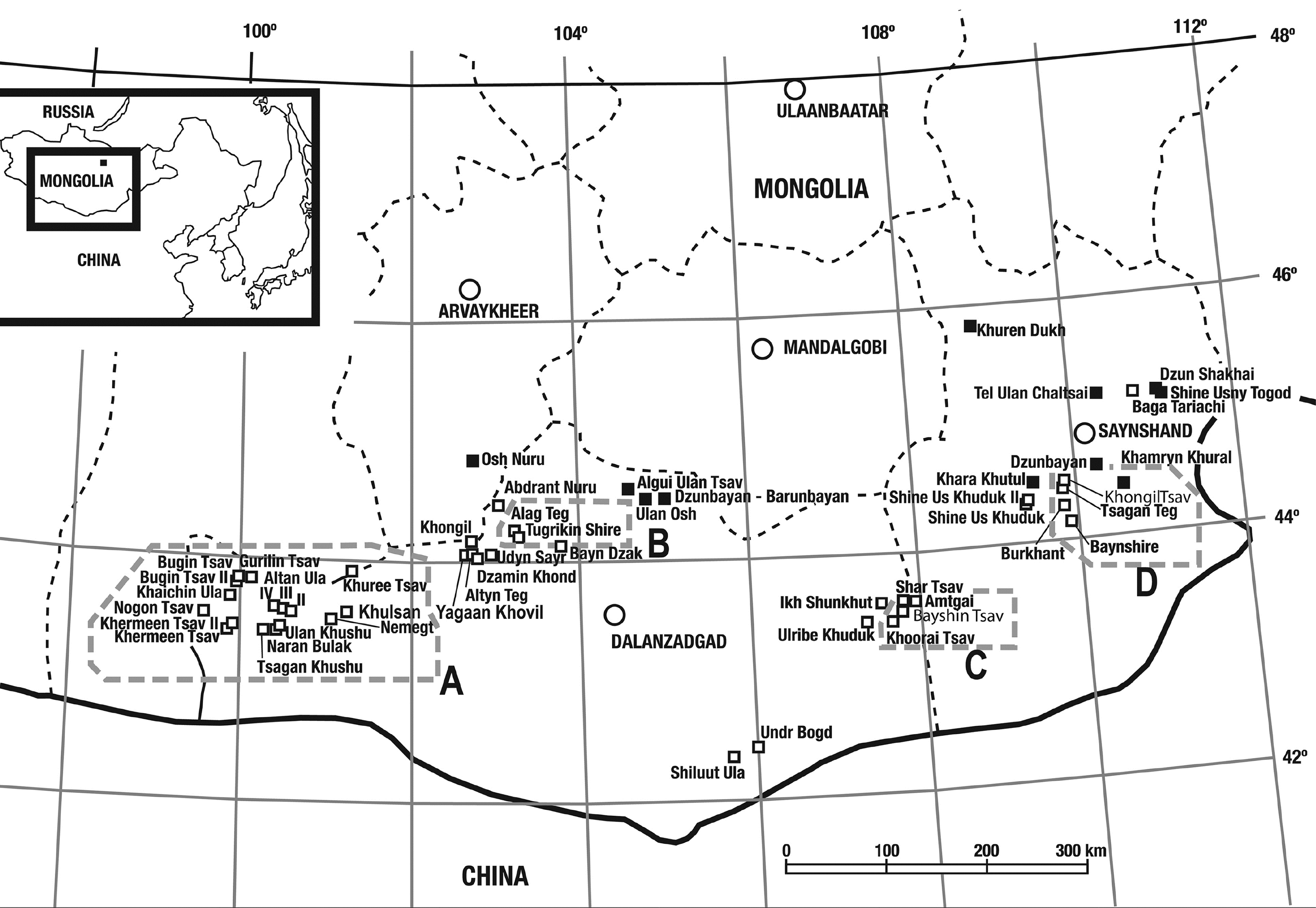
Localidades fósiles de dinosaurio Cretácico de Mongolia. Gobihadros fue recolectado en el área C.

En 2019, la especie tipo Gobihadros mongoliensis fue nombrada y descrita por Khishigjav Tsogtbaatar, David Bruce Weishampel, David Christopher Evans y Mahito Watabe. El nombre genérico combina referencias al desierto de Gobi y a los Hadrosauroidea. El nombre específico se refiere a su procedencia de Mongolia. Debido a que el artículo descriptivo apareció en una publicación electrónica, se necesitaron Life Science Identifiers para que el nombre fuera válido. Estos fueron 38EE8AD7-AD50-44BF-B31D-B2675456556A para el género y 2DB42EE7-6A64-4D64-AA19-E5D3453BF99C para la especie.
El holotipo, MPC-D100/746, se encontró en una capa de la formación Baynshire que data entre el Cenomaniense y el Santoniense, de aproximadamente 85 millones de años. Consiste en un esqueleto casi completo con cráneo. Mientras que el esqueleto postcraneal estaba articulado, el cráneo estaba parcialmente desintegrado. Numerosos especímenes han sido referidos a la especie, el más importante entre ellos el espécimen MPC-D100/763, un cráneo articulado completo, con una mano. Los especímenes se han encontrado en parte en otros sitios en Mongolia. Combinados, hacen de Gobihadros el hadrosauroide basal mejor conocido de Asia.

## Clasificación
Gobihadros fue clasificado en la superfamilia Hadrosauroidea en 2019, en una posición basal por fuera de la familia Hadrosauridae. Sus afinidades exactas no estaban claras, ya que se recuperó en una politomía con muchas otras formas similares. Se consideró que su existencia afirmaba un patrón de subsecuentes invasiones de hadrosauroides norteamericanos en Asia.